# Reprezentacja Anglii w piłce siatkowej mężczyzn
Reprezentacja Anglii w piłce siatkowej mężczyzn – reprezentacja narodowa w piłce siatkowej założona w 1964 roku, występująca na arenie międzynarodowej od 1964 roku, czyli od powstania Angielskiego Związku Piłki Siatkowej (England Volleyball). Od 1964 roku jest członkiem FIVB i CEV. Za jej funkcjonowanie odpowiedzialny jest Volleyball England (VbE).